# Іванченко Андрій Володимирович
Андрій Володимирович Іванченко (народився в 1975 році, відомий під псевдонімами Anry і Anry Nemo) — російський  художник — ілюстратор, який пише в стилі цифрового живопису. Його роботами оформлені обкладинки багатьох творів російськомовної фантастики і фентезі, наприклад, «Лабіринт відзеркалень» і «Нічний Дозор» Сергія Лук'яненка, «Чорна кров» Ніка Перумова і Святослава Логінова, «Темна Зірка» Віри Камши, «Нам тут жити» Генрі Лайона Олді, «йдуть в ніч» Володимира Васильєва і Анни Лі, і т. Д.

## Біографія
Народився в 1975 році, в родині театрального актора і художниці. Приблизно в десять років вступив до художньої школи, потім продовжив навчання в університеті і паралельно працював.
У 1997 році переїхав до Москви з Далекого Сходу. Ілюстрував фантастичні книги, співпрацював з видавництвами «Ексмо» і «АСТ». Пішовши з книговидавничої справи, працював в компанії «Акелла» над проектом «Pirates of the Caribbean». Взимку 2003—2004 разом з програмістом Дмитром «Lucky» Демьяновскую заснував компанію .dat.